# مجازات اعدام در یهودیت

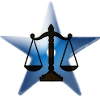
نماد عدالت

مجازات اعدام در قوانین سنتی یهود در آیین نامه های قوانین یهودی که قدمت آن به قرون وسطی برمی گردد، بر اساس نظامی از قوانین شفاهی موجود در تلمود بابلی و اورشلیم تعریف شده است که منبع اصلی آن کتاب مقدس عبری است . در قوانین سنتی یهود چهار نوع مجازات اعدام وجود دارد: الف) سنگسار ، ب) سوزاندن با خوراندن سرب مذاب، ج) خفه کردن و د) سر بریدن که هر کدام مجازات جرایم خاصی است. جز در موارد خاصی که پادشاه می تواند حکم اعدام صادر کند، در قوانین یهود نمی توان  برای شخصی مجازات اعدام  تعیین کرد، مگر اینکه حداقل بیست و سه قاضی ( سنهدرین ) در محاکمه آن شخص قضاوت کنند که با اکثریت آرا، رأی به حکم اعدام صادر کنند، و در مواردی که حداقل دو شاهد ذیصلاح وجود داشته باشند که در برابر دادگاه شهادت داده باشند که متهم  مرتکب  جرم مستوجب مرگ شده است. حتی در این صورت، مجازات اعدام در قوانین یهود پیش از این که دادگاه داوری در این پرونده حکم اعدام را از یک مکان خاص (قبلاً اتاق  هیون استون ) در کوه معبد در شهر اورشلیم صادر کند شروع نمی شود. 
ابن میمون ، دانشور حقوقی یهودی قرن دوازدهم، اظهار داشت که «برائت هزاران مجرم بهتر و رضایت بخش تر از کشتن یک بی گناه است».  ابن میمون استدلال می‌کرد که اعدام متهم با چیزی کمتر از یقین مطلق، منجر به قرار گرفتن در یک سراشیبی کاهش بار اثبات می‌شود، تا جایی که محکومیت‌ها صرفاً «بر اساس هوس قاضی» باشد. ابن میمون نگران این بود که قانون باید از خود در ادراکات عمومی محافظت کند، عظمت خود را حفظ کند و احترام مردم را حفظ کند. 
موضع قانون یهود در مورد مجازات اعدام اغلب مبنای مذاکرات دادگاه عالی اسرائیل بود. تنها دو بار توسط سیستم قضایی اسرائیل، در مورد آدولف آیشمن  و مایر توبیانسکی ، اجرا شده است.

## مجازات اعدام در منابع کلاسیک

### در پنج کتاب

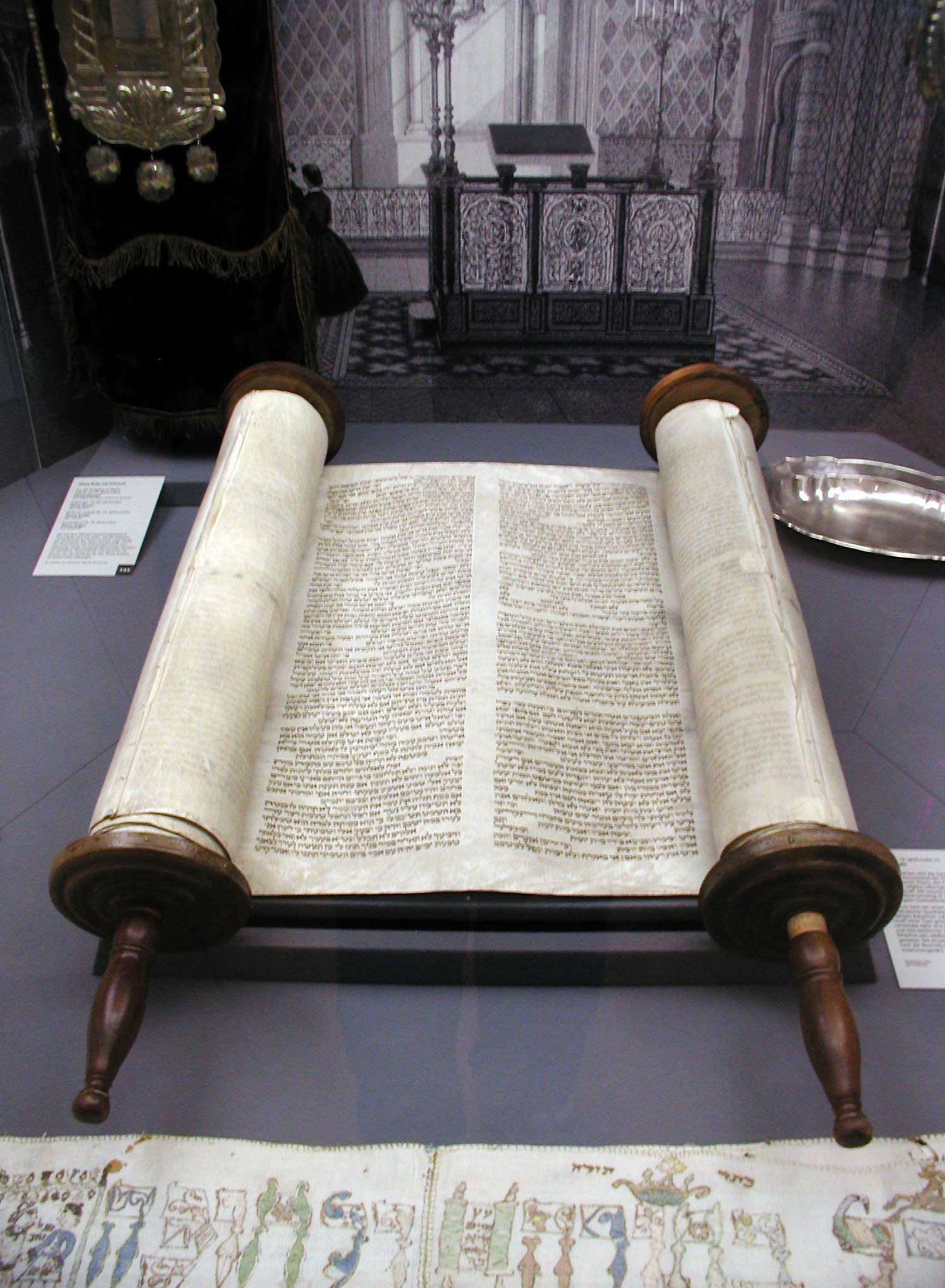
سفر (تورات)

نهاد مجازات اعدام در قوانین یهود در شریعت موسی (تورات) در چندین جا تعریف شده است. شریعت موسی مجازات اعدام را برای افرادی که به جرایم زیر محکوم شده اند پیش بینی می کند:
- زنا (برای زن شوهردار و معشوقش)[۳][۴]
- حیوان‌خواهی[۵]
- کفرگویی[۶]
- قربانی کردن کودک[۷]
- شهادت دروغ در موارد بزرگ[۸]
- پیشگویی دروغین[۹]
- تبلیغ و ترویج سایر ادیان[۱۰]
- همجنسگرایی مرد [۱۱]
- بت‌پرستی، واقعی یا مجازی[۱۲]
- زنا با محارم[۱۳]
- عدم تبعیت از مقام عالی[۱۴]
- دروغ در مورد باکرگی هنگام ازدواج با همسر (Deuteronomy 22:13–21)[۴][۱۵]
- آدم‌ربایی[۱۶]
- ربودن [۱۷]
- بی‌عفتی دختر کوهن[۱۸]
- قتل[۱۹]
- تجاوز به عنف نسبت به زنی که نامزد کرده است.[۲۰]
- ضربه زدن، نفرین کردن، یا طغیان کردن علیه والدین[۲۱]
- کار کردن در سبت (روز تعطیل دینی) [۲۲]
- لمس کردن کوه سینا در حالی که خدا ده فرمان را به موسی می‌داد.[۲۳]
- جادوگری، پیشگویی[۲۴][۲۵]